# Mount Nesos
Mount Nesos är ett berg i Antarktis. Det ligger i Östantarktis. Nya Zeeland gör anspråk på området. Toppen på Mount Nesos är 400 meter över havet.
Terrängen runt Mount Nesos är kuperad åt nordost, men åt sydväst är den platt. Trakten är obefolkad. Det finns inga samhällen i närheten.